# Birampur
Birampur (en bengali : বিরামপুর) est une upazila du Bangladesh dans le district de Dinajpur. En 1991, on y dénombrait 134 778 habitants.